# Liste der Kulturgüter in Steinhausen
Die Liste der Kulturgüter in Steinhausen enthält alle Objekte in der Gemeinde Steinhausen im Kanton Zug, die gemäss der Haager Konvention zum Schutz von Kulturgut bei bewaffneten Konflikten, dem Bundesgesetz vom 20. Juni 2014 über den Schutz der Kulturgüter bei bewaffneten Konflikten sowie der Verordnung vom 29. Oktober 2014 über den Schutz der Kulturgüter bei bewaffneten Konflikten unter Schutz stehen.
Objekte der Kategorie A sind im Gemeindegebiet nicht ausgewiesen, Objekte der Kategorie B sind vollständig in der Liste enthalten, Objekte der Kategorie C fehlen zurzeit (Stand: 1. Juli 2023). Unter übrige Baudenkmäler sind zusätzliche Objekte zu finden, die gemäss Angaben des kantonalen Denkmalschutzes als geschützte Denkmäler eingestuft wurden und nicht bereits in der Liste der Kulturgüter enthalten sind.

## Kulturgüter
| Foto | | Objekt | Kat. | Typ | Standort                                      | Beschreibung |
| ---- | --- | --- | ---- | --- | --------------------------------------------- | ------------ |
| BW   | Datei hochladen · Wikidata zu Bronzezeitliche Siedlungsreste (Q29931409)                                                                                          | Allmend, bronzezeitliche Siedlungsreste KGS-Nr.: 07310                                                       | B    | F   | 679860 / 226833                               |              |
| ja   | Datei hochladen · Wikidata zu Bauernhaus mit ehemaliger Nagelschmiede (Q29931410)                                                                                 | Bauernhaus mit ehemaliger Nagelschmiede KGS-Nr.: 07311                                                       | B    | G   | Tannstrasse 4 680031 / 227993                 |              |
| ja   | Datei hochladen · Wikidata zu Pfarrkirche St. Matthias mit Beinhaus (Q29931411)                                                                                   | Pfarrkirche St. Matthias mit Beinhaus KGS-Nr.: 07312                                                         | B    | G   | Zugerstrasse 6a, 6b 679301 / 227751           |              |
| BW   | Datei hochladen · Wikidata zu Schlossberg, Bronze- und eisenzeitliche Höhensiedlungen (Q29931414)                                                                 | Schlossberg, bronze- und eisenzeitliche Höhensiedlungen KGS-Nr.: 07313                                       | B    | F   | 678921 / 227425                               |              |
| BW   | Datei hochladen · Wikidata zu Sennweid, Seeufersiedlungen aus der Alt-, Mittel- und Jungsteinzeit, der Bronze- und Eisenzeit und der römischen Epoche (Q29931415) | Sennweid, Seeufersiedlungen der Steinzeit, der Bronze- und Eisenzeit und der römischen Epoche KGS-Nr.: 07314 | B    | F   | Sennweidstrasse 679139 / 227027               |              |
| BW   | Datei hochladen · Wikidata zu Unterfeld, Bronzezeitliche Siedlungsstelle, latènezeitliches Gräberfeld, Unterfeld (Q29931416)                                      | Unterfeld, bronzezeitliche Siedlungsstelle / Gräberfeld der La-Tène-Zeit KGS-Nr.: 07315                      | B    | F   | 678701 / 228000                               |              |
| BW   | Datei hochladen | Chollerpark, bronzezeitliches Schwemmgut KGS-Nr.: 16404                                                      | B    | F   | Sumpfstrasse / Chollerstrasse 679609 / 226659 |              |

## Übrige Baudenkmäler
| ID   | Foto |                 | Objekt                | Typ | Standort                          | Beschreibung |
| ---- | ---- | --------------- | --------------------- | --- | --------------------------------- | ------------ |
| 2a   | ja   | Datei hochladen | Kaplanenhaus          | G   | Zugerstrasse 8 679320 / 227720    |              |
| 8a   | BW   | Datei hochladen | Ehemaliges Bürgerheim | G   | Zugerstrasse 12 679324 / 227655   |              |
| 37a  | ja   | Datei hochladen | Wohnhaus / Bauernhaus | G   | Erli 4 678788 / 228471            |              |
| 37c  | ja   | Datei hochladen | Wasch- und Brennhaus  | G   | Erli 4a 678801 / 228485           |              |
| 38a  | ja   | Datei hochladen | Wohnhaus / Bauernhaus | G   | Erli 2 678808 / 228456            |              |
| 65a  | BW   | Datei hochladen | Wohnhaus / Bauernhaus | G   | Augasse 679813 / 226956           |              |
| 967a | ja   | Datei hochladen | Wohnhaus              | G   | Eschfeldstrasse 1 679351 / 227991 |              |

Legende: Siehe Legende der Liste der Kulturgüter von nationaler und regionaler Bedeutung. Anstelle der KGS-Nummer wird als Objekt-Identifikator (ID) die Versicherungsnummer des entsprechenden Objekts angegeben. Diese enthält einen Buchstaben am Ende. In wenigen Fällen stehen auch Nummern ohne Buchstaben; dann bezeichnen sie die Grundstücksnummer.